# Хангельдыев, Борис Байлиевич
Борис Байлиевич Хангельдыев (28 июля 1928, Махач-Кала — декабрь 2003) — российский политический деятель, депутат Государственной думы 1 созыва.

## Биография
Окончил юридический факультет МГУ им. М. В. Ломоносова.
Окончил аспирантуру МГУ им. М. В. Ломоносова.
Защитил кандидатскую диссертацию на тему: «Роль местных Советов депутатов трудящихся в осуществлении крупных гидротехнических сооружений (на реке Волге)» (1954 год, под научным руководством Н. Я. Куха).
Доктор юридических наук, профессор. Защитил докторскую диссертацию на тему: «О кодификации административного права» (1968).
В течение 18 лет работал в Свердловском юридическом институте.
В 1971 году — ведущий научный сотрудник ВНИИ советского законодательства (ныне — Институт законодательства и сравнительного правоведения при Правительстве РФ).

### Депутат государственной думы
С октября 1995 года — депутат Государственной Думы первого созыва от фракции АПР. Мандат перешел от Николая Иванова
Автор более 200 научных работ, включая изданные в Германии, Венгрии, Монголии. В последние годы им были подготовлены и опубликованы: «Российское законодательство: проблемы и перспективы» (М.,1995) (в соавт.); «Исполнительная власть в Российской Федерации». Учебное пособие (М.,1996); «Комментарий к Конституции Российской Федерации» (М., 1996, 2002); «Комментарий к Федеральному закону „Об основах государственной службы Российской Федерации“» (М,1998) (в соавт.).